# Orhan Talat Salçıoğlu
Orhan Talat Salçıoğlu (* 25. Januar 1960 in Kilitbahir, Çanakkale; † 13. März 1993) war ein türkischer Dichter. Salçıoğlu hatte den Beinamen „Baudelaire von Çanakkale“. Er starb durch Suizid an dem Tag, an dem sein erster Gedichtband mit dem Titel Hades erschien.

## Leben

### Werdegang
Die Familie Salçıoğlus stammte aus Lapseki. Sein Vater war einfacher Angestellter der Stadtverwaltung und ein strenger und auf Ordnung und Zuverlässigkeit bedachter Mensch, wie aus einem Gedicht Salçıoğlus über ihn hervorgeht. Die Existenz eines älteren Bruders und einer Schwester ist gesichert. Das Verhältnis zum Vater war schwierig. Mutter und Schwester vergötterte Salçıoğlu. Orhan Talat wuchs in ärmlichen Verhältnissen auf, besuchte das Gymnasium und wurde mit 15 Jahren Gitarrist einiger lokal bekannter Bands wie "Metronom" und "Eceler", die auf Hochzeiten aufspielten. Bereits in dieser Zeit machte Salçıoğlu exzessive Erfahrungen mit Alkohol und härteren Drogen. Er lernte auch Perihan, die unglückliche Liebe seines Lebens, kennen, die ihn später verlassen sollte, um einen Oberst zu heiraten. Beim Militärputsch von 1980 wurde Salçıoğlu aufgegriffen und mit Freunden in der Festung Çimenlik festgesetzt. Man behandelte sie wie Tiere und ließ sie später laufen. Während des Ausnahmezustands wurde seine Wohnung noch oft durchsucht. Salçıoğlu studierte Englisch an der Marmara-Universität in Istanbul, verließ die Universität nach dem Bachelor und kehrte in seine Heimat zurück. Eine Reise führte ihn nach Deutschland. In Berlin nahm er LSD und widmete diesem Trip ein Gedicht:
Als Jugendlicher in Berlin

Der Westen ist nur eine Richtung

Warum habe ich mich nicht getötet
Salçıoğlu schloss sich zu Hause ein, trank und lernte angeblich Japanisch und Griechisch. Er arbeitete an einem Wörterbuch des lokalen Dialekts. Es sollte wie alles in seinem Leben unvollendet bleiben. Salçıoğlu kam nur bis zum Buchstaben "Ç".

### Tod
Aufgrund des zunehmenden Alkoholmissbrauchs wurde Salçıoğlu mehrfach stationär behandelt, währenddessen schrieb er Gedichte über die Krankenschwestern. Perihan trat abermals in sein Leben und verließ ihn erneut im Streit. Salçıoğlus Freunde machten sich Sorgen über den körperlichen und psychischen Zustand Salçıoğlus. In einem Versuch, ihm wieder Lebensmut zu geben, ließen sie heimlich seine Gedichte als Buch veröffentlichen und gaben ihm den Titel Hades. Der Klappentext lautet:
Im Winter 1960 klopfte ich an die Welttür wie der Weihnachtsmann. Nachdem ich die nach Gas riechende Gazi-Grundschule beendet hatte, überwand ich die Labyrinthe der Merkez-Mittelschule mit gemeinem Schlängeln. Ich setzte meinen Schulweg am privaten Gymnasium Şişli fort. Meinen Gymnasialabschluss erhielt ich im Land der Märtyrer, in dem der Wind sich niemals legt. Ich absolvierte ein Englischstudium an der Marmara-Universität. Ich trinke.
Am Tag der Veröffentlichung des Buches, dem 13. März 1993, nahm sich Salçıoğlu im Vollrausch mit einem Messer das Leben. Die Zeitungen Çanakkales berichteten, ein Freund habe Salçıoğlu aufsuchen wollen. Da niemand die Tür aufgemacht habe, habe er aus Sorge die Polizei verständigt. Diese habe die Tür öffnen lassen und den Dichter tot aufgefunden.
In Kemalpaşa wurde die Straße „Şair Talat Salçıoğlu Sokak“ nach dem Dichter benannt.